# Шестериківська слобідка (Сімферополь)
Шестериківська слобідка (крим. Şesterikov maallesı) — історична місцевість Сімферополя, в Залізничному районі міста, отримала назву від маєтку Шестерікова.

## Опис
Сучасний житловий масив, що обмежений вулицями Жигаліної, Калініна, Спера та Лексина.
Основні вулиці: Генерала Телегіна, Ремонтна, Червоного Хреста, Транспортна та Індустріальна.
Зараз на території знаходиться житлова забудова та завод Спецтехніка-Південь та ВАТ «Сiмферопольський склотарний завод».

## Історія
Місцевість стала забодовуватися у 1881 році під час заснування свічкового заводу. Невдовзі тут утворилися Шестериківська та Жандармська слобідки.
Історично ця назва слобідки, відбудованої на землях Василя Васильовича Шестерікова, переважно для проживання робітників нижчих станів. На фрагменті старої карти видно квартал, обмежений нині вулицями Калініна, Дзюбанова та промзоною на Жигаліному Гаю. У порівнянні з іншими районами міста, окраїнні робітники слобідки відрізнялися дуже вузькими вуличками. 
На місці багатоквартирних сталінок та хрущовок у "військових містечках" у кварталах вулиць Павленка - Калініна - Спера - бул. Леніна тоді були казарми, склади, відділення військового госпіталю. Приватні будинки були лише на Спера, ближче до бул. Леніна, і на самому бульварі, до дитячої поліклініки.
Будинок Шестерікова імовірно знаходився на території теперішнього склотарного заводу.
У 1912 році в районі почав працювати Шестеріковскій водоразбір.
У 1914 році у Сімферополі з'явилися Шестериківські вулиці, з 1-ї по 6-ту. Їх перейменували їх у 1930 році, коли вони отримали «пролетарські» назви: Генерала Телегіна, Ремонтна, Червоного Хреста, Транспортна та Індустріальна.